# 道格拉斯·金贝尔
道格拉斯·金贝尔（英語：Douglas Kimbell，1960年6月22日—），美国男子水球运动员。他曾代表美国国家队参加1988年和1992年夏季奥林匹克运动会水球比赛，其中1988年奥运会获得一枚银牌。2000年入選美國水球名人堂。